# 오델로

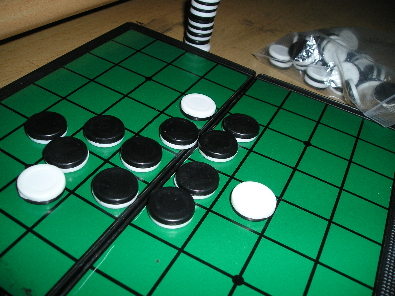
오델로 판

오델로(Othello)는 보드 게임의 한 종류이다. 리버시(Reversi)라고도 불린다. 두 명이 가로 세로 8칸의 오델로 판 위에서 한쪽은 검은색, 다른 한쪽은 흰색인 돌을 번갈아 놓으며 진행된다.

## 기원
1880년경에 두 잉글랜드인 루이스 워터맨과 제임스 몰렛에 의해 리버시라는 이름으로 발명 고안되었고, 게임 개발사로 유명한 독일의 Ravensburger 사가 1898년에 첫 타이틀을 내놓았다. 1970년 하세가와 고로(長谷川五郎)가 일본에서 "오델로"라는 이름으로 리버시를 개정하여 전 세계에 보급하였고, 오델로란 이름은 셰익스피어의 비극 중 하나인 오셀로에서 오셀로와 데스데모나의 서로 다른 성격과 싸움을 게임으로 표현한 것이라고 한다

## 규칙
- 처음에 판 가운데에 사각형으로 엇갈리게 배치된 돌 4개를 놓고 시작한다.
- 돌은 반드시 상대방 돌을 양쪽에서 포위하여 뒤집을 수 있는 곳에 놓아야 한다.
- 돌을 뒤집을 곳이 없는 경우에는 차례가 자동적으로 상대방에게 넘어가게 된다.
- 아래와 같은 조건에 의해 양쪽 모두 더 이상 돌을 놓을 수 없게 되면 게임이 끝나게 된다.
  - 64개의 돌 모두가 판에 가득 찬 경우 (가장 일반적)
  - 어느 한 쪽이 돌을 모두 뒤집은 경우
  - 한 차례에 양 쪽 모두 서로 차례를 넘겨야 하는 경우
- 게임이 끝났을 때 돌이 많이 있는 플레이어가 승자가 된다. 만일 돌의 개수가 같을 경우는 무승부가 된다.